# Vanderhorstia papilio
Vanderhorstia papilio (), vrsta manje ribe iz porodice Glavoča (Gobiidae) koja živi tek na sjeverozapadnom Pacifiku uz otočje Ryukyu gdje je na japanskom jeziku poznata kao yano susobiki-haze. Drugi vernakularni naziv za nju je butterfly shrimpgoby.
Ova ribica naraste najviše do 4.1 cm, a može je se naći na dubinama od pet do najviše 55 metara, često u zaštičenim zaljevima. Ime je dobila po leptiru lastin rep a prema svojoj repnoj peraji